# Estación de Otxarkoaga
La estación de Otxarkoaga, en el barrio bilbaíno del mismo nombre, corresponde a la Línea 3 del Metro de Bilbao, que entró en funcionamiento el 8 de abril de 2017.

## Galería de fotos

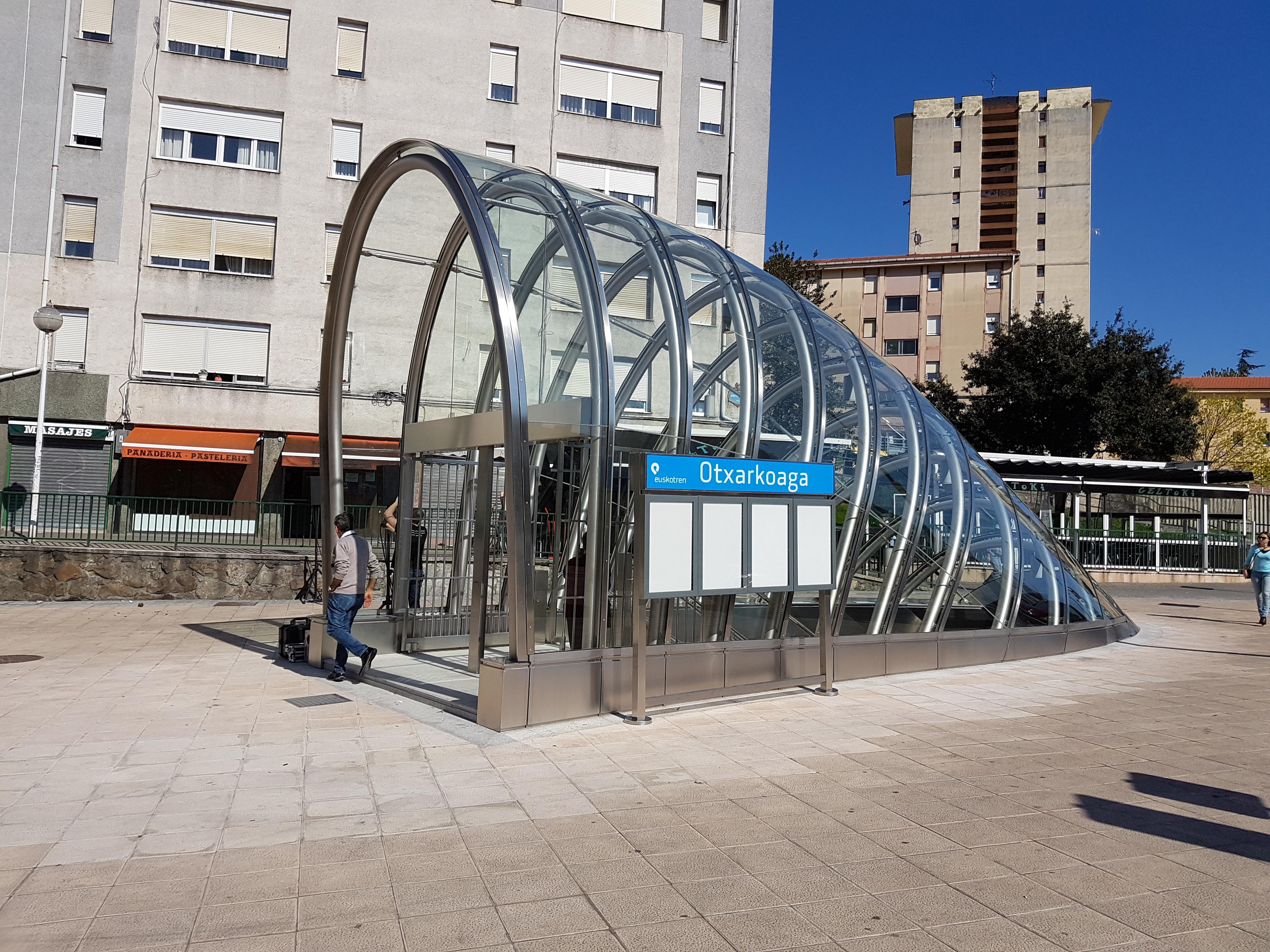
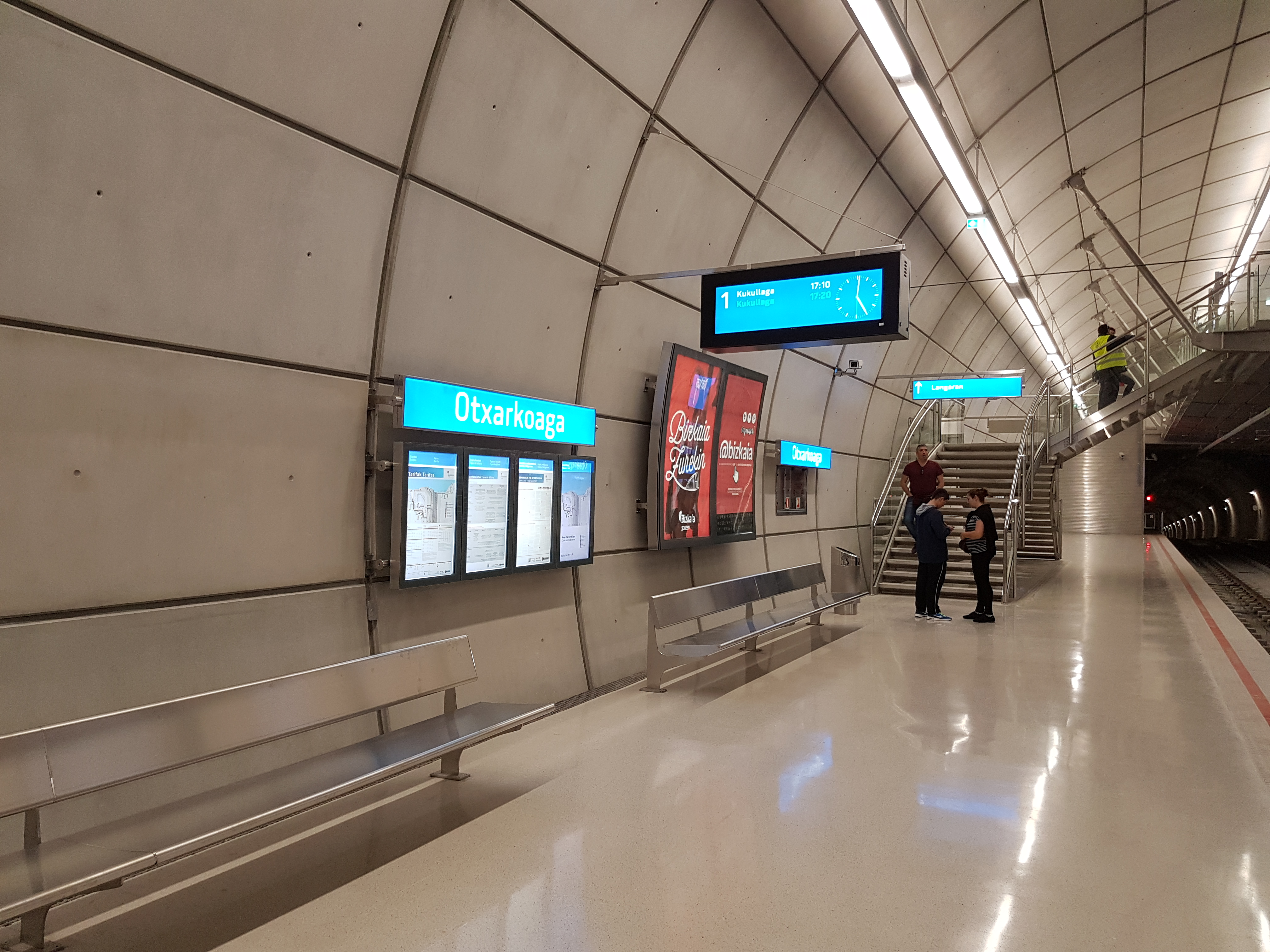
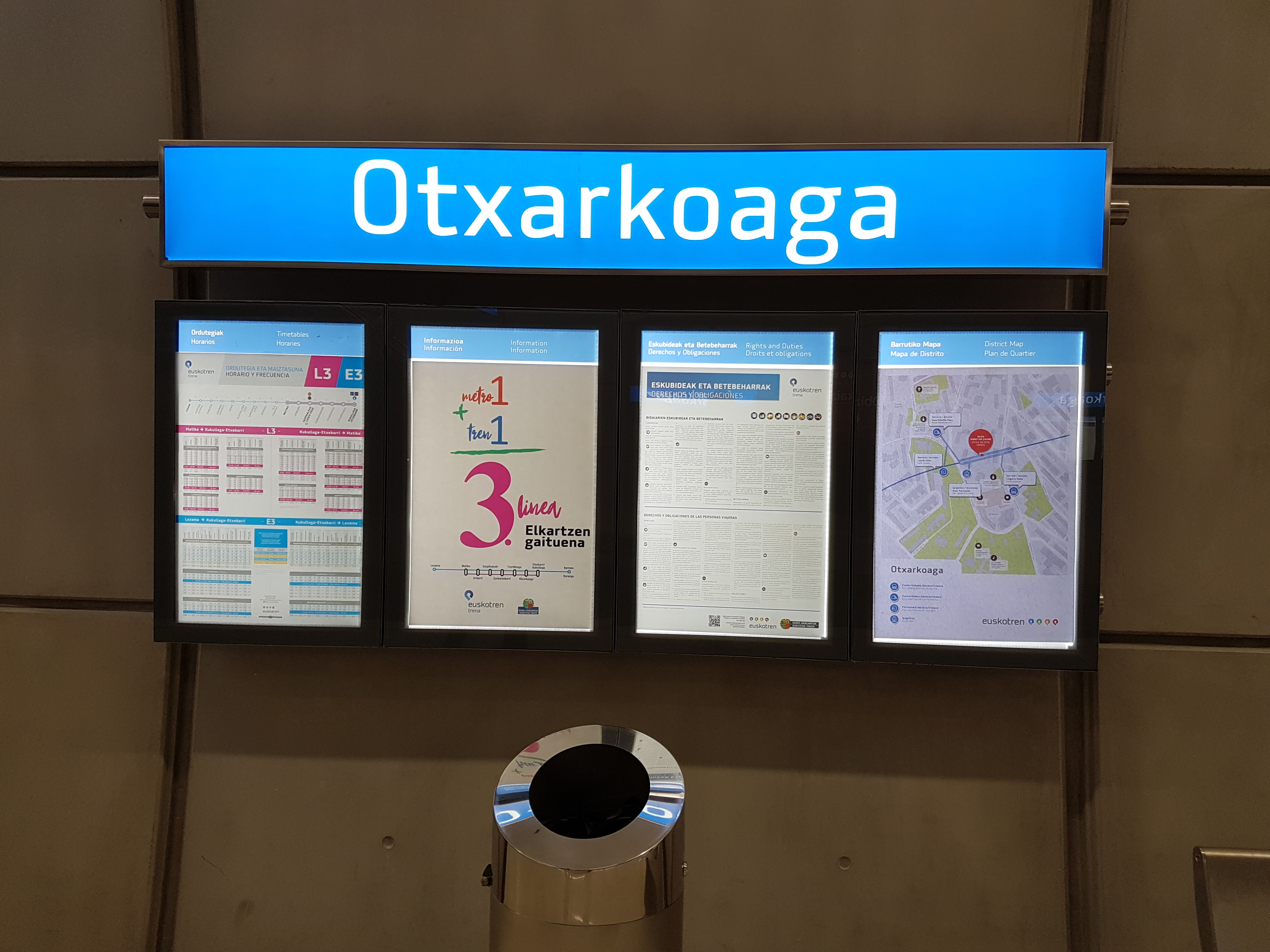

## Accesos
- Plaza Kepa Enbeitia, 1 (salida Plaza Kepa Enbeitia)
- C/ Lozoño, 23 (salida Lozoño)
- C/ Langaran, 14 (salida Langaran)
- Av. Pau Casals, 8